# Matthew Dominick
Matthew Stuart „Matt“ Dominick (* 7. prosince 1981, Wheat Ridge, Denver) je americký námořní a testovací pilot a astronaut, 612. člověk ve vesmíru. Od 4. března 2024 pobývá ve kosmu na své první misi k Mezinárodní vesmírné stanici (ISS), kam ho dopravila kosmická loď Crew Dragon při letu SpaceX Crew-8.

## Mládí a vzdělání
Narodil se a vyrostl ve městě Wheat Ridge, které je předměstím Denveru, hlavního města amerického státu Colorado. V nedalekém Littletonu dokončil střední školu D'Evelyn Junior/Senior High School.
V roce 2005 získal bakalářský titul v oboru elektrotechniky na Univerzitě San Diego (University of San Diego) s vedlejšími obory fyzika a matematika. Během studia se stal členem Námořního výcvikového sboru důstojníků v záloze (Naval Reserve Officer's Training Corps).

## Vojenská kariéra
Po ukončení studia v San Diegu byl jmenován praporčíkem námořnictva Spojených států a nastoupil k základnímu leteckému výcviku na námořní letecké základně v Pensacole na Floridě a o dva roky později byl prohlášen námořním letcem. U 106. úderné stíhací letky na námořní letecké základně Oceana ve Virginii prošel výcvikem na letoun F/A-18 Super Hornet a poté byl přidělen ke 143. úderné stíhací letce. S ní absolvoval dvě mise na podporu operace Trvalá svoboda v severním Arabském moři s dosahem do Afghánistánu.
Ještě během působení u 143. letky byl Dominick vybrán pro společný program Postgraduální školy námořnictva v Monterey v Kalifornii a Školy testovacích pilotů námořnictva na námořní letecké základně Patuxent River v Marylandu. To mu umožnilo získat titul magistra v oboru systémového inženýrství. S dokončením studia byl v roce 2013 jako čerstvý zkušební pilot přidělen k oddělení letových zkoušek způsobilosti letounů u 23. letky pro vyhodnocování leteckých zkoušek v Patuxent River, kde se jako projektový důstojník zapojil do řady vývojových a testovacích programů a certifikací.
V roce 2016 se vrátil k operační činnosti, konkrétně ke 115. úderné stíhací letce s letouny Super Hornet v předsunutých námořních silách na společné americko-japonské námořní základně v Acugi na východním pobřeží Japonska nedaleko hlavního města Tokia. V době výběru mezi astronauty sloužil jako námořní letec a vedoucí oddělení 115. letky na letadlové lodi USS Ronald Reagan.
Během své kariéry v letectvu USA nasbíral přes 1 600 letových hodin na 28 modelech letadel, 400 přistání na letadlové lodi, 61 bojových misí a téměř 200 zkušebních přistání na letadlové lodi.  V červnu 2019 byl povýšen do hodnosti velitele námořnictva s účinností od 1. září 2020.

## Astronaut
Přihlásil se do konkurzu na 22. skupinu astronautů NASA a při oznámení výsledků v červnu 2017 nechyběl mezi 12 novými členy oddílu astronautů vybranými z rekordního počtu více než 18 300 uchazečů. Třída zahájila dvouletý výcvik v Johnsonově vesmírném středisku v Houstonu v srpnu 2017 a dokončila ho v lednu 2020. Dominic se tak stal oficiálně způsobilým pro lety do vesmíru, včetně misí na Mezinárodní vesmírnou stanici, misí Artemis na Měsíc a v budoucnu misí na Mars.
To, co neformálně vyplynulo z fotoreportáže na webu Střediska přípravy kosmonautů J. A. Gagarina v dubnu 2023, NASA definitivně potvrdila na začátku srpna 2023 – Dominic byl přidělen jako velitel do vedlejší posádky mise SpaceX Crew-7 a především do hlavní posádky mise SpaceX Crew-8 s plánovaným startem na jaře 2024.

### 1. kosmický let
Po nejasnostech ohledně startu letu SpaceX Crew-8 a několika odkladech způsobených počasím mise z Kennedyho vesmírného střediska odstartovala 4. března 2024. Dominic s pilotem Michaelem Barrattem a letovými specialisty Jeanette Eppsovou a Alexandrem Grebjonkinem dorazili k ISS o den později a měli na ní zůstat jako členové Expedice 71 zhruba 6 měsíců, do příletu následující posádky Crew-9.
Společně s Tracy Caldwellovou Dysonovou, která na stanici přiletěla v kosmické lodi Sojuz MS-24, měl Dominic 13. června 2024 uskutečnit první výstup z ISS do vesmíru v roce 2024. Více než hodinu před plánovaným zahájením ale byl výstup odvolán kvůli „problému s nepohodlím ve skafandru”, přičemž NASA neuvedla, o který ze skafandrů šlo a v čem nepohodlí spočívalo. Programová manažerka ISS Dana Weigelová 18. června 2024 na setkání s novináři řekla, že Dominick bude ve dvojici pro další výstup nahrazen kolegou Michaelem Barrattem, aby nebylo nutné výstup znovu zrušit. Zajímavostí je, že při tomto navazujícím výstupu 24. června 2024 po odhermetizování přechodové komory začala z jednoho ze skafandrů unikat chladicí kapalina a okamžitě se měnit v led. Výstup byl okamžitě přerušen a následně byly všechny další plánované výstupy odloženy na neurčito.
Dominick spolu s astronauty Michaelem Barrattem a Jeanette Eppsovou a ruským kosmonautem Alexandrem Grebjonkinem měli strávit na ISS zhruba půl roku během dlouhodobé Expedice 71. Kvůli změně programu letů vyvolané problémy s lodí Starliner, která v červnu 2024 k ISS přiletěla na certifikační misi Boeing Crew Flight Test, a později kvůli nepříznivému počasí v lokalitách pro přistání se však jejich pobyt ve vesmíru protáhl na 235 dní, což z něj udělalo nejdelší let americké kosmické lodi v historii. Přistáli 25. října 2024 v 07:29.02 UTC do Mexického zálivu, nedaleko pobřeží Floridy u města Pensacola.

## Soukromý život
Matthew Dominick a jeho žena Faith mají dvě dcery.
Mezi jeho koníčky patří fotografování, jemuž se aktivně věnuje i během pobytu na ISS.